# Grand Prix Rio de Janeiro
Grand Prix Rio de Janeiro, oficj. Grande Prêmio da Cidade de Rio de Janeiro – wyścig samochodowy, który odbywał się w latach 1933-1938, 1941, 1947-1949, 1952 oraz 1954. Po 1950 roku nie był zaliczany do Mistrzostw Świata Formuły 1. Rozgrywany był w Gávea k. Rio de Janeiro na ulicznym torze Circuito da Gávea.

## Zwycięzcy
| Rok      | Tor               | Zwycięzca               | Samochód              | Źródło |
| -------- | ----------------- | ----------------------- | --------------------- | ------ |
| 1933     | Circuito da Gávea | Manuel de Teffé         | Alfa Romeo 6C 1750 GS | [ 2 ]  |
| 1934     | Circuito da Gávea | Irineu Corręa           | Ford Special          | [ 3 ]  |
| 1935     | Circuito da Gávea | Riccardo Carú           | FIAT                  | [ 4 ]  |
| 1936     | Circuito da Gávea | Vittorio Coppoli        | Bugatti T51           | [ 5 ]  |
| 1937     | Circuito da Gávea | Carlo Pintacuda         | Alfa Romeo 8C-35      | [ 6 ]  |
| 1938     | Circuito da Gávea | Carlo Pintacuda         | Alfa Romeo 8C-308     | [ 7 ]  |
| 1941     | Circuito da Gávea | Chico Landi             | Alfa Romeo B          | [ 8 ]  |
| 1947     | Circuito da Gávea | Chico Landi             | Alfa Romeo 8C-308     | [ 9 ]  |
| 1948     | Circuito da Gávea | Chico Landi             | Alfa Romeo 8C-308     | [ 10 ] |
| 1949     | Circuito da Gávea | Luigi Villoresi         | Maserati 4CLT         | [ 11 ] |
| 1952 (1) | Circuito da Gávea | José Froilán González   | Ferrari 166C          | [ 12 ] |
| 1952 (2) | Circuito da Gávea | Henrique Casini         | Ferrari               | [ 13 ] |
| 1954     | Circuito da Gávea | Emmanuel de Graffenried | Maserati              | [ 14 ] |